# Heinz Anton Marolt
Heinz Anton Marolt, né le 19 mai 1958 à Klagenfurt, est un hôtelier et un homme politique autrichien, député au Conseil national pour le FPÖ de 1998 à 1999.

## Biographie
De 1978 à 1992, il dirige le Strandhotel Marolt sur le Klopeiner See à Kärnten, fondé par ses parents avant la Deuxième Guerre mondiale. Il en est le propriétaire depuis 1993.
Membre du conseil municipal de Sankt Banzian à partir de 1991, il se joint au FPÖ et se fait élire député le 15 juin 1998. Il devient alors le porte-parole du parti pour le tourisme. En 1999, il se joint pourtant à la liste des Indépendants de Richard Lugner en vue des élections d'octobre et devient vice-président de ce nouveau parti. Battu, il abandonne la politique nationale. Il se présente aux élections municipales à Sankt Kanzian, mais n'est pas élu.

## Famille
Il est le père du mannequin et actrice Larissa Marolt.